# Kichiji Tamasu
Kichiji Tamasu (jap. 田舛 吉二, Tamasu Kichiji; * um 1935; † Januar 1956) war ein japanischer Tischtennisspieler. Mit der Mannschaft gewann er bei Weltmeisterschaften zweimal die Goldmedaille.
Tamasu gewann 1951 den Einzelwettbewerb der japanischen Oberschulmeisterschaft. 1953 siegte er bei den Asienmeisterschaften zusammen mit Yoshiko Tanaka im Mixed und mit der Mannschaft. Der Japanische Verband nominierte ihn für die Weltmeisterschaften 1954 und 1955. Bei beiden Veranstaltungen wurde er im Teamwettbewerb Weltmeister. Insbesondere bei der WM 1955 wurde er nur in wichtigen Mannschaftskämpfen eingesetzt. Im Finale gewann er gegen Ladislav Štípek.
1956 erlag Tamasu im Alter von 21 Jahren einem Herzanfall.

## Turnierergebnisse
| Verband | Veranstaltung           | Jahr | Ort     | Land | Einzel     | Doppel    | Mixed         | Team |
| ------- | ----------------------- | ---- | ------- | ---- | ---------- | --------- | ------------- | ---- |
| JPN     | Asienmeisterschaft TTFA | 1953 | Tokio   | JPN  |            |           | Gold          | 1    |
| JPN     | Weltmeisterschaft       | 1955 | Utrecht | NED  | letzte 256 | letzte 64 | Viertelfinale | 1    |
| JPN     | Weltmeisterschaft       | 1954 | Wembley | ENG  | letzte 16  | letzte 16 | letzte 64     | 1    |